# Campeonato Argentino Súper 9 2017
El torneo Súper 9 de 2017 fue la séptima edición del campeonato organizado por la Unión Argentina de Rugby para las uniones regionales en la última división (Zona Desarrollo) del Campeonatos Argentinos de Mayores y el Campeonato Argentino Juvenil. El torneo se llevó a cabo el 3 y 5 de noviembre de 2017, en las instalaciones de Jockey Club de Córdoba, en la provincia homónima.
El seleccionado de la Unión de Rugby del Valle del Chubut, los Tehuelchitos, se quedó con el torneo de juveniles por tercera ocasión y consiguió el ascenso al Campeonato Argentino Juvenil 2018 al ganar la Copa de Oro ante Andina y Misiones. La Unión de Rugby de Tierra del Fuego se quedó con el torneo en la categoría de mayores de forma invicta, obteniendo la Copa de Oro ante Misiones y Lagos del Sur (Bariloche). Debido a la suspensión del Campeonatos Argentinos de Mayores para la temporada 2018 por parte de la Unión Argentina de Rugby, no hubo ascensos en la categoría de mayores.

## Equipos participantes
Disputaron este torneo nueve equipos tanto en Mayores como en Juveniles, correspondientes a las Zonas Desarrollo del Campeonato Argentino de Mayores 2017 y el Campeonato Argentino Juvenil 2017, respectivamente. 
| Equipo           | Unión                               |
| ---------------- | ----------------------------------- |
| Andina           | Unión Andina de Rugby               |
| Formosa          | Unión de Rugby de Formosa           |
| Jujuy            | Unión Jujeña de Rugby               |
| Lagos del Sur    | Unión de Rugby de los Lagos del Sur |
| Misiones         | Unión de Rugby de Misiones          |
| Paraguay         | Unión de Rugby del Paraguay         |
| San Luis         | Unión de Rugby San Luis             |
| Santa Cruz       | Unión Santacruceña de Rugby         |
| Tierra del Fuego | Unión de Rugby de Tierra del Fuego  |

| Equipo           | Unión                               |
| ---------------- | ----------------------------------- |
| Andina           | Unión Andina de Rugby               |
| Chubut           | Unión de Rugby del Valle del Chubut |
| Formosa          | Unión de Rugby de Formosa           |
| Jujuy            | Unión Jujeña de Rugby               |
| Lagos del Sur    | Unión de Rugby de los Lagos del Sur |
| Misiones         | Unión de Rugby de Misiones          |
| San Luis         | Unión de Rugby San Luis             |
| Santa Cruz       | Unión Santacruceña de Rugby         |
| Tierra del Fuego | Unión de Rugby de Tierra del Fuego  |

En cursiva los seleccionados internacionales invitados.

## Formato
El torneo se jugó bajo el mismo formato tanto en Mayores como en Juveniles.
Primera fase
Durante la primera fase, los nueve equipos fueron divididos en tres zonas de tres equipos cada una. Cada zona se resolvió a través del sistema de todos contra todos a una sola ronda. Los 1.º de cada zona clasificaron a las Copa de Oro, los 2.º a la Copa de Plata y los 3.º a la Copa de Bronce.
Fase final
La fase final estuvo divida en tres zonas: Copa de Oro, Plata y Bronce. Cada zona se resolvió bajo el mismo formato de la primera fase.  El ganador de cada zona se adjudicó su respectiva copa, con el campeón de la Copa de Oro siendo el campeón del torneo. El campeón del torneo de juveniles asciende a la Zona Ascenso del Campeonato Argentino Juvenil 2018. No hubo ascenso para el campeón del torneo de Mayores debido a la suspensión del torneo.

## Mayores

### Primera fase
Zona 1
| Pos. | Equipos       | Partidos | Partidos | Partidos | Tantos | Tantos | Tantos | Pts. |
| Pos. | Equipos       | G        | E        | P        | PF     | PC     | DP     | Pts. |
| ---- | ------------- | -------- | -------- | -------- | ------ | ------ | ------ | ---- |
| 1.°  | Lagos del Sur | 2        | 0        | 0        | 26     | 17     | +9     |      |
| 2.°  | Paraguay      | 1        | 0        | 1        | 84     | 20     | +64    |      |
| 3.°  | San Luis      | 0        | 0        | 2        | 12     | 85     | -73    |      |

|  | Clasifica a Copa de Oro    |
|  | Clasifica a Copa de Plata  |
|  | Clasifica a Copa de Bronce |

| 3 de noviembre | Lagos del Sur | 13 - 12 | Paraguay | Jockey Club (C), Córdoba |  |
|                |               | Reporte |          |                          |  |

| 3 de noviembre | San Luis | 7 - 72  | Paraguay | Jockey Club (C), Córdoba |  |
|                |          | Reporte |          |                          |  |

| 3 de noviembre | Lagos del Sur | 13 - 5  | San Luis | Jockey Club (C), Córdoba |  |
|                |               | Reporte |          |                          |  |

Zona 2
| Pos. | Equipos  | Partidos | Partidos | Partidos | Tantos | Tantos | Tantos | Pts. |
| Pos. | Equipos  | G        | E        | P        | PF     | PC     | DP     | Pts. |
| ---- | -------- | -------- | -------- | -------- | ------ | ------ | ------ | ---- |
| 1.°  | Misiones | 2        | 0        | 0        | 36     | 15     | +21    |      |
| 2.°  | Jujuy    | 1        | 0        | 1        | 23     | 34     | -11    |      |
| 3.°  | Andina   | 0        | 0        | 2        | 17     | 27     | -10    |      |

|  | Clasifica a Copa de Oro    |
|  | Clasifica a Copa de Plata  |
|  | Clasifica a Copa de Bronce |

| 3 de noviembre | Andina | 10 - 15                 | Jujuy | Jockey Club (C), Córdoba |  |
|                |        | Reporte p.30-31 Reporte |       |                          |  |

| 3 de noviembre | Misiones | 12 - 7  | Andina | Jockey Club (C), Córdoba |  |
|                |          | Reporte |        |                          |  |

| 3 de noviembre | Misiones | 24 - 8                  | Jujuy | Jockey Club (C), Córdoba |  |
|                |          | Reporte p.30-31 Reporte |       |                          |  |

Zona 3
| Pos. | Equipos          | Partidos | Partidos | Partidos | Tantos | Tantos | Tantos | Pts. |
| Pos. | Equipos          | G        | E        | P        | PF     | PC     | DP     | Pts. |
| ---- | ---------------- | -------- | -------- | -------- | ------ | ------ | ------ | ---- |
| 1.°  | Tierra del Fuego | 2        | 0        | 0        | 63     | 3      | +60    |      |
| 2.°  | Formosa          | 1        | 0        | 1        | 50     | 6      | +44    |      |
| 3.°  | Santa Cruz       | 0        | 0        | 2        | 0      | 104    | -104   |      |

|  | Clasifica a Copa de Oro    |
|  | Clasifica a Copa de Plata  |
|  | Clasifica a Copa de Bronce |

| 3 de noviembre | Tierra del Fuego | 57 - 0                  | Santa Cruz | Jockey Club (C), Córdoba |  |
|                |                  | Reporte p.30-31 Reporte |            |                          |  |

| 3 de noviembre | Formosa | 47 - 0                  | Santa Cruz | Jockey Club (C), Córdoba |  |
|                |         | Reporte p.30-31 Reporte |            |                          |  |

| 3 de noviembre | Tierra del Fuego | 6 - 3                   | Formosa | Jockey Club (C), Córdoba |  |
|                |                  | Reporte p.30-31 Reporte |         |                          |  |

### Fase final
Copa de Oro
| Pos. | Equipos          | Partidos | Partidos | Partidos | Tantos | Tantos | Tantos | Pts. |
| Pos. | Equipos          | G        | E        | P        | PF     | PC     | DP     | Pts. |
| ---- | ---------------- | -------- | -------- | -------- | ------ | ------ | ------ | ---- |
| 1.°  | Tierra del Fuego | 2        | 0        | 0        | 41     | 25     | +16    |      |
| 2.°  | Misiones         | 1        | 0        | 1        | 35     | 25     | +10    |      |
| 3.°  | Lagos del Sur    | 0        | 0        | 2        | 10     | 36     | -26    |      |

|  | Campeón Copa de Oro |

| 5 de noviembre | Tierra del Fuego | 16 - 10                 | Lagos del Sur | Jockey Club (C), Córdoba |  |
|                |                  | Reporte p.30-31 Reporte |               |                          |  |

| 5 de noviembre | Misiones | 20 - 0                  | Lagos del Sur | Jockey Club (C), Córdoba |  |
|                |          | Reporte p.30-31 Reporte |               |                          |  |

| 5 de noviembre | Tierra del Fuego | 25 - 15                 | Misiones | Jockey Club (C), Córdoba |  |
|                |                  | Reporte p.30-31 Reporte |          |                          |  |

Copa de Plata
| Pos. | Equipos  | Partidos | Partidos | Partidos | Tantos | Tantos | Tantos | Pts. |
| Pos. | Equipos  | G        | E        | P        | PF     | PC     | DP     | Pts. |
| ---- | -------- | -------- | -------- | -------- | ------ | ------ | ------ | ---- |
| 1.°  | Paraguay | 2        | 0        | 0        | 48     | 14     | +34    |      |
| 2.°  | Formosa  | 1        | 0        | 1        | 29     | 28     | +1     |      |
| 3.°  | Jujuy    | 0        | 0        | 2        | 6      | 41     | -35    |      |

|  | Campeón Copa de Plata |

| 5 de noviembre | Paraguay | 26 - 0                  | Jujuy | Jockey Club (C), Córdoba |  |
|                |          | Reporte p.30-31 Reporte |       |                          |  |

| 5 de noviembre | Formosa | 15 - 6                  | Jujuy | Jockey Club (C), Córdoba |  |
|                |         | Reporte p.30-31 Reporte |       |                          |  |

| 5 de noviembre | Paraguay | 22 - 14                 | Formosa | Jockey Club (C), Córdoba |  |
|                |          | Reporte p.30-31 Reporte |         |                          |  |

Copa de Bronce
| Pos. | Equipos    | Partidos | Partidos | Partidos | Tantos | Tantos | Tantos | Pts. |
| Pos. | Equipos    | G        | E        | P        | PF     | PC     | DP     | Pts. |
| ---- | ---------- | -------- | -------- | -------- | ------ | ------ | ------ | ---- |
| 1.°  | Andina     | 2        | 0        | 0        | 124    | 5      | +119   |      |
| 2.°  | San Luis   | 1        | 0        | 1        | 19     | 60     | -41    |      |
| 3.°  | Santa Cruz | 0        | 0        | 2        | 10     | 88     | -78    |      |

|  | Campeón Copa de Bronce |

| 5 de noviembre | Andina | 69 - 5                  | Santa Cruz | Jockey Club (C), Córdoba |  |
|                |        | Reporte p.30-31 Reporte |            |                          |  |

| 5 de noviembre | San Luis | 19 - 5                  | Santa Cruz | Jockey Club (C), Córdoba |  |
|                |          | Reporte p.30-31 Reporte |            |                          |  |

| 5 de noviembre | Andina | 55 - 0                  | San Luis | Jockey Club (C), Córdoba |  |
|                |        | Reporte p.30-31 Reporte |          |                          |  |

### Tabla de posiciones
| 1.° | Tierra del Fuego | 4 | 0 | 0 | 104 | 28  | +76  |  |
| 2.° | Misiones         | 3 | 0 | 1 | 71  | 40  | +31  |  |
| 3.° | Lagos del Sur    | 2 | 0 | 2 | 36  | 53  | -17  |  |
| 4.° | Paraguay         | 3 | 0 | 1 | 132 | 34  | +98  |  |
| 5.° | Formosa          | 2 | 0 | 2 | 79  | 34  | +45  |  |
| 6.° | Jujuy            | 1 | 0 | 3 | 29  | 75  | -46  |  |
| 7.° | Andina           | 2 | 0 | 2 | 141 | 32  | +109 |  |
| 8.° | San Luis         | 1 | 0 | 3 | 31  | 145 | -114 |  |
| 9.° | Santa Cruz       | 0 | 0 | 4 | 10  | 192 | -182 |  |

|  | Campeón Copa de Oro.    |
|  | Campeón Copa de Plata.  |
|  | Campeón Copa de Bronce. |

| Bandera de la Provincia de Tierra del Fuego |
| Tierra del Fuego Campeón Súper 9            |
| Primer título                               |

## Juveniles

### Primera fase
Zona 1
| Pos. | Equipos       | Partidos | Partidos | Partidos | Tantos | Tantos | Tantos | Pts. |
| Pos. | Equipos       | G        | E        | P        | PF     | PC     | DP     | Pts. |
| ---- | ------------- | -------- | -------- | -------- | ------ | ------ | ------ | ---- |
| 1.°  | Chubut        | 2        | 0        | 0        | 58     | 7      | +51    |      |
| 2.°  | Lagos del Sur | 1        | 0        | 1        | 29     | 50     | -21    |      |
| 3.°  | San Luis      | 0        | 0        | 2        | 14     | 44     | -30    |      |

|  | Clasifica a Copa de Oro    |
|  | Clasifica a Copa de Plata  |
|  | Clasifica a Copa de Bronce |

| 3 de noviembre | Chubut | 43 - 0  | Lagos del Sur | Jockey Club (C), Córdoba |  |
|                |        | Reporte |               |                          |  |

| 3 de noviembre | San Luis | 7 - 29  | Lagos del Sur | Jockey Club (C), Córdoba |  |
|                |          | Reporte |               |                          |  |

| 3 de noviembre | Chubut | 15 - 7  | San Luis | Jockey Club (C), Córdoba |  |
|                |        | Reporte |          |                          |  |

Zona 2
| Pos. | Equipos          | Partidos | Partidos | Partidos | Tantos | Tantos | Tantos | Pts. |
| Pos. | Equipos          | G        | E        | P        | PF     | PC     | DP     | Pts. |
| ---- | ---------------- | -------- | -------- | -------- | ------ | ------ | ------ | ---- |
| 1.°  | Andina           | 1        | 1        | 0        | 32     | 17     | +15    |      |
| 2.°  | Jujuy            | 1        | 0        | 1        | 29     | 35     | -6     |      |
| 3.°  | Tierra del Fuego | 0        | 1        | 1        | 27     | 36     | -9     |      |

|  | Clasifica a Copa de Oro    |
|  | Clasifica a Copa de Plata  |
|  | Clasifica a Copa de Bronce |

| 3 de noviembre | Andina | 20 - 5                  | Jujuy | Jockey Club (C), Córdoba |  |
|                |        | Reporte p.30-31 Reporte |       |                          |  |

| 3 de noviembre | Tierra del Fuego | 15 - 24                 | Jujuy | Jockey Club (C), Córdoba |  |
|                |                  | Reporte p.30-31 Reporte |       |                          |  |

| 3 de noviembre | Andina | 12 - 12                 | Tierra del Fuego | Jockey Club (C), Córdoba |  |
|                |        | Reporte p.30-31 Reporte |                  |                          |  |

Zona 3
| Pos. | Equipos    | Partidos | Partidos | Partidos | Tantos | Tantos | Tantos | Pts. |
| Pos. | Equipos    | G        | E        | P        | PF     | PC     | DP     | Pts. |
| ---- | ---------- | -------- | -------- | -------- | ------ | ------ | ------ | ---- |
| 1.°  | Misiones   | 2        | 0        | 0        | 113    | 12     | +101   |      |
| 2.°  | Formosa    | 1        | 0        | 1        | 57     | 29     | +28    |      |
| 3.°  | Santa Cruz | 0        | 0        | 2        | 0      | 129    | -129   |      |

|  | Clasifica a Copa de Oro    |
|  | Clasifica a Copa de Plata  |
|  | Clasifica a Copa de Bronce |

| 3 de noviembre | Misiones | 29 - 12                 | Formosa | Jockey Club (C), Córdoba |  |
|                |          | Reporte p.30-31 Reporte |         |                          |  |

| 3 de noviembre | Formosa | 45 - 0                  | Santa Cruz | Jockey Club (C), Córdoba |  |
|                |         | Reporte p.30-31 Reporte |            |                          |  |

| 3 de noviembre | Misiones | 84 - 0                  | Santa Cruz | Jockey Club (C), Córdoba |  |
|                |          | Reporte p.30-31 Reporte |            |                          |  |

### Fase final
Copa de Oro
| Pos. | Equipos  | Partidos | Partidos | Partidos | Tantos | Tantos | Tantos | Pts. |
| Pos. | Equipos  | G        | E        | P        | PF     | PC     | DP     | Pts. |
| ---- | -------- | -------- | -------- | -------- | ------ | ------ | ------ | ---- |
| 1.°  | Chubut   | 1        | 0        | 1        | 34     | 12     | +22    |      |
| 2.°  | Andina   | 1        | 0        | 1        | 22     | 19     | +3     |      |
| 3.°  | Misiones | 1        | 0        | 1        | 14     | 39     | -25    |      |

|  | Campeón Copa de Oro |

| 5 de noviembre | Misiones | 14 - 10                 | Andina | Jockey Club (C), Córdoba |  |
|                |          | Reporte p.30-31 Reporte |        |                          |  |

| 5 de noviembre | Chubut | 5 - 12                  | Andina | Jockey Club (C), Córdoba |  |
|                |        | Reporte p.30-31 Reporte |        |                          |  |

| 5 de noviembre | Misiones | 0 - 29                  | Chubut | Jockey Club (C), Córdoba |  |
|                |          | Reporte p.30-31 Reporte |        |                          |  |

Copa de Plata
| Pos. | Equipos       | Partidos | Partidos | Partidos | Tantos | Tantos | Tantos | Pts. |
| Pos. | Equipos       | G        | E        | P        | PF     | PC     | DP     | Pts. |
| ---- | ------------- | -------- | -------- | -------- | ------ | ------ | ------ | ---- |
| 1.°  | Jujuy         | 2        | 0        | 0        | 25     | 13     | +12    |      |
| 2.°  | Lagos del Sur | 1        | 0        | 1        | 24     | 30     | -6     |      |
| 3.°  | Formosa       | 0        | 0        | 2        | 23     | 29     | -6     |      |

|  | Campeón Copa de Plata |

| 5 de noviembre | Formosa | 8 - 10                  | Jujuy | Jockey Club (C), Córdoba |  |
|                |         | Reporte p.30-31 Reporte |       |                          |  |

| 5 de noviembre | Lagos del Sur | 5 - 15                  | Jujuy | Jockey Club (C), Córdoba |  |
|                |               | Reporte p.30-31 Reporte |       |                          |  |

| 5 de noviembre | Formosa | 15 - 19                 | Lagos del Sur | Jockey Club (C), Córdoba |  |
|                |         | Reporte p.30-31 Reporte |               |                          |  |

Copa de Bronce
| Pos. | Equipos          | Partidos | Partidos | Partidos | Tantos | Tantos | Tantos | Pts. |
| Pos. | Equipos          | G        | E        | P        | PF     | PC     | DP     | Pts. |
| ---- | ---------------- | -------- | -------- | -------- | ------ | ------ | ------ | ---- |
| 1.°  | Tierra del Fuego | 2        | 0        | 0        | 111    | 12     | +99    |      |
| 2.°  | San Luis         | 1        | 0        | 1        | 22     | 59     | -37    |      |
| 3.°  | Santa Cruz       | 0        | 0        | 2        | 5      | 67     | -62    |      |

|  | Campeón Copa de Bronce |

| 5 de noviembre | Tierra del Fuego | 57 - 0                  | Santa Cruz | Jockey Club (C), Córdoba |  |
|                |                  | Reporte p.30-31 Reporte |            |                          |  |

| 5 de noviembre | San Luis | 10 - 5                  | Santa Cruz | Jockey Club (C), Córdoba |  |
|                |          | Reporte p.30-31 Reporte |            |                          |  |

| 5 de noviembre | Tierra del Fuego | 54 - 12                 | San Luis | Jockey Club (C), Córdoba |  |
|                |                  | Reporte p.30-31 Reporte |          |                          |  |

### Tabla de posiciones
| 1.° | Chubut           | 3 | 0 | 1 | 92  | 19  | +73  |  |
| 2.° | Andina           | 2 | 1 | 1 | 54  | 36  | +18  |  |
| 3.° | Misiones         | 3 | 0 | 1 | 127 | 51  | +76  |  |
| 4.° | Jujuy            | 3 | 0 | 1 | 54  | 48  | +6   |  |
| 5.° | Lagos del Sur    | 2 | 0 | 2 | 53  | 80  | -27  |  |
| 6.° | Formosa          | 1 | 0 | 3 | 80  | 58  | +22  |  |
| 7.° | Tierra del Fuego | 2 | 1 | 1 | 138 | 48  | +90  |  |
| 8.° | San Luis         | 1 | 0 | 3 | 36  | 103 | -67  |  |
| 9.° | Santa Cruz       | 0 | 0 | 4 | 5   | 196 | -191 |  |

|  | Campeón Copa de Oro y asciende a Zona Ascenso 2018. |
|  | Campeón Copa de Plata.                              |
|  | Campeón Copa de Bronce.                             |

| Bandera de la Provincia del Chubut |
| Chubut Campeón Súper 9 Juvenil     |
| Tercer título                      |